# Dolly Haas

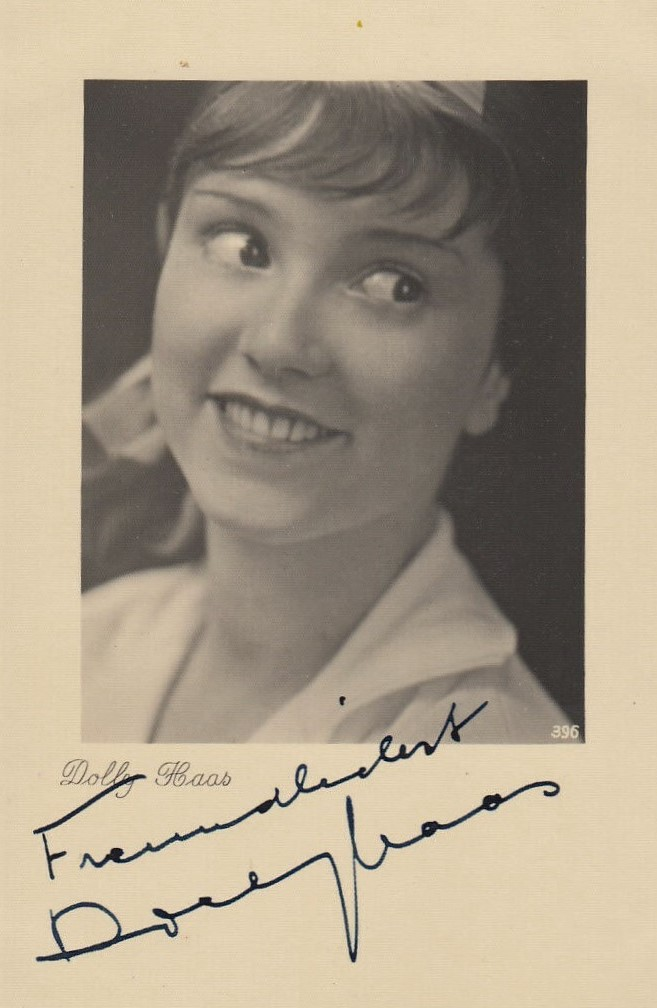
Dolly Haas.

Dolly Haas, född 29 april 1910 i Hamburg, Kejsardömet Tyskland, död 16 september 1994 på Manhattan, New York, USA, var en tysk-amerikansk skådespelare. Hon hade en framgångsrik film och scenkarriär i Tyskland under tidigt 1930-tal, men lämnade landet 1936. Istället kom hon till USA där hon inte lyckades få så många filmroller, men däremot lyckades fortsätta karriären på Broadway. 1953 fick hon en viktig biroll i Alfred Hitchcocks film Jag bekänner.

## Filmografi, urval
- 1930 – Dolly gör karriär
- 1931 – Svärfars lilla felsteg
- 1932 – Bättre dag för dag
- 1932 – Dollys kärleksknep
- 1932 – Pensionatets lockfågel
- 1932 – Storstadsnätter
- 1933 – Den lilla svindlerskan
- 1933 – Fröken Piccolo
- 1933 – Das häßliche Mädchen
- 1940 – Bankdeckaren (ej krediterad)
- 1953 – Jag bekänner